# NGC 7128
NGC 7128 је расејано звездано јато у сазвежђу Лабуд које се налази на NGC листи објеката дубоког неба.
Деклинација објекта је + 53° 42' 55" а ректасцензија 21h 43m 57,7s. Привидна величина (магнитуда) објекта NGC 7128 износи 9,7. NGC 7128 је још познат и под ознакама OCL 218.